# Río Anacostia
El río Anacostia es un río que fluye durante 13,50 kilómetros (8,40 millas) desde el condado de Prince George (Maryland), Estados Unidos hacia la ciudad de Washington D. C. donde confluye con el canal de Washington, para llevar su agua al río Potomac en Hains Point. El nombre de Anacostia proviene del nombre histórico de Nacochtank, un asentamiento de indios nativos estadounidenses en las orillas del río Anacostia. El capitán John Smith escribió en sus diarios que navegó la "Rama Este" o río Anacostia en 1608 en su búsqueda de la rama principal del río Potomac y dice que fue bien recibido por los habitantes de la zona.
El río se ha convertido en lo que muchos llaman "el río olvidado del Distrito de Columbia", debido a la grave contaminación y a la poca inversión y desarrollo de las zonas adyacentes. Sin embargo, en los últimos años organizaciones privadas, negocios locales y los gobiernos federales del Distrito de Columbia y Maryland han unido sus fuerzas para reducir la contaminación y proteger el valor ecológico de la cuenca hidrográfica del Anacostia.
La cuenca del río cubre alrededor de 456 km² (176 millas cuadradas) en el este del Condado de Montgomery (Maryland) y el norte del Condado de Prince George, así como partes de la ciudad de Washington. Los afluentes del río Anacostia son el arroyo Sligo, el arroyo Indio, el Paint Branch, el Little Paint Branch, el arroyo Beaverdam, y varios riachuelos de poca importancia. 

## Problemas de contaminación

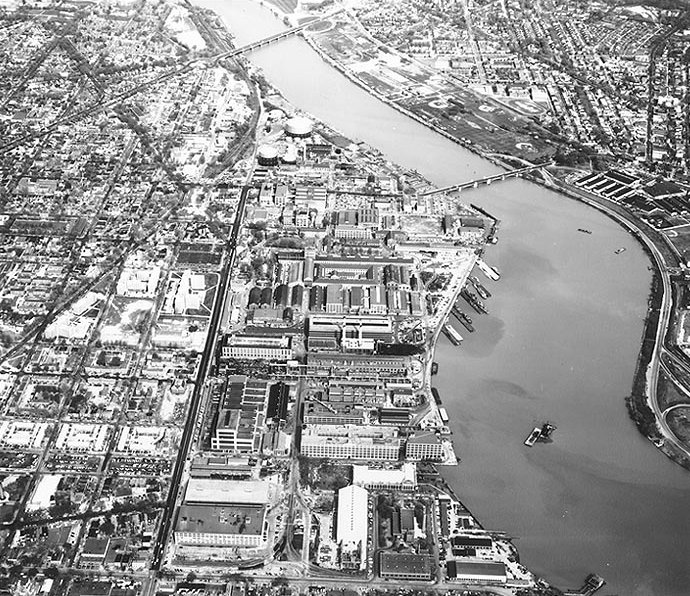
El Washington Navy Yard y sus alrededores alrededor de 1960. El río Anacostia corre en diagonal desde la parte superior izquierda hasta la parte inferior derecha del centro, atravesado por el puente de la calle Eleventh (en el centro) y el puente Sousa (avenida Pensilvania) cerca de la parte superior.

Uno de los mayores problemas para el Anacostia son las aguas residuales que llegan al río y a sus afluentes debido a los anticuados sistemas de alcantarillas. Los vertidos de aguas residuales ha creado un problema de salud pública debido a los coliformes fecales y otros patógenos. Esto perjudica la calidad del agua y crea condiciones de hipoxia medioambiental que conlleva la muerte masiva de peces.
La Sociedad para la Cuenca del Anacostia (su nombre en inglés es Anacostia Watershed Society  o AWS) denunció a la Autoridad del Agua y el Alcantarillado del Distrito de Columbia (WASA)  en 1999 por permitir los vertidos de más de 7,600,000 m³ (2 billones de galones) de aguas residuales y aguas de tormentas a través de sus sistemas anticuados de alcantarillado. Para acabar con la demanda, la WASA se comprometió a invertir 140 millones de dólares en la rehabilitación de estaciones de bombeo, limpieza y mantenimiento de cañerías así como avisos públicos de desbordamientos.
A finales de 2004, la AWS y otras organizaciones anunciaron sus planes para denunciar a la Comisión Sanitaria de Washington (WSSC)  por problemas parecidos a los anteriores, pero en la zona de Maryland. Según la WSSC más de 15,000 m³ (4 millones de galones) de aguas residuales se vertieron a los afluentes del Anacostia entre enero de 2001 y junio de 2004. Los vertidos se deben a roturas en las antiguas cañerías así como en el sobreuso y fallo de las bombas y de las cañerías obturadas.
Otra de las fuentes de contaminación del río son los astilleros de la armada en Washington, que se encuentran al lado de río y que parecer ser que son el origen de los contaminantes de policloruro de bifenilo del río y sus sedimentos.